# Змагання (фільм, 1963)
«Змагання» (туркм. Şükür bagşy) — радянський чорно-білий художній фільм 1963 року, режисера Булата Мансурова за мотивами повісті Нурмурата Сариханова «Шукур-бахши». Дипломна робота режисера, що зробила туркменське кіно відомим у всьому світі.

## Сюжет
Прославлений туркменський музикант Шукур дізнається, що його брат потрапив в полон до перського хана. Його туркменські соратники готують військовий набіг, щоб звільнити брата Шукура, але Шукур відправляється до хана один зі своїм дутарем. Хан влаштовує змагання в грі на дутарі між Шукуром і своїм придворним музикантом Гуламом, пообіцявши звільнити брата Шукура в разі його перемоги.

## У ролях
- Аман Хандурдиєв — Шукур бахши
- Артик Джаллиєв — Чапик-хан / Маммедяр-хан
- Ходжан Овезгеленов — Гулам бахши
- Якуб Бекназаров — Юсуп
- Ходжадурди Нарлієв — Берди
- Амангельди Одаєв — джигіт
- Гуллук Ходжаєв — охоронець

## Знімальна група
- Режисер — Булат Мансуров
- Сценарист — Булат Мансуров
- Оператор — Ходжакулі Нарлієв
- Композитор — Нури Халмамедов
- Художник — Олексій Філь